# Bank of America Center (Houston)
Bank of America Center (Houston) é um dos arranha-céus mais altos do mundo, com 235 metros (772 ft). Edificado na cidade de Houston, Estados Unidos, foi concluído em 1983 com 56 andares.